# 军级集群
军级集群（Korpsabteilung）是納粹德國国防军在第二次世界大战期间组建的一种师级规步兵部队。

## 历史
1943年夏秋两季期间，东线战场上的德国国防军遭受了严重的人员、装备损失。与此同时，国防军还需要增加驻法国的兵力，以应对可能发生的盟军登陆行动；还需要增援意大利战场，盟军在当时已于9月跨越墨西拿海峡，还在意大利本土的薩萊諾和泰尔莫利两地登陆。因此，国内预备军已无法为损兵折将的东线部队提供补充兵员。
国防军陸軍總司令部为保全遭受重创的各个师的核心力量，节约补给与支援所需的人力物力，并营造一种部队实力依旧强劲的假象，便决定将编制内的步兵师组成若干个“军级集群”，比如，其组成状况可能是：三个步兵团，每团下辖两个营；一个炮兵团；以及一些师直属部队（侦查、反坦克、轻工兵、医疗以及补给部队）。一个军级集群的参谋人员来自组成该军级集群的多个师中的一个，而军级集群下辖的每个步兵团则各代表其原本所属的师。一个步兵团被称作一个“师级集群”（Divisionsgruppe/ Divisionsabteilung），而师级集群下属的每个营则都被称作“团级集群”（Regimentsgruppe/ Reigimentsabteilung）。国防军步兵师以数字为番号，而军级集群的代号则是单个字母。
国防军共组建过三批军级集群，第一批也是最大一批于1943年11月2日在A集團軍群、中央集團軍群以及南方集團軍群中组建，这一批共有五个军级集群（代号为A至E）；第二批组建的军级集群只有一个，即军级集群F，于1944年3月在A集團軍群中组建；第三批组建的军级集群有G和H两个，组建于1944年7月末8月初，即国防军在为应对苏军的巴格拉基昂行動而遭受毁灭性损失之后。
1944年秋，国防军高层意识到，各个军级集群的组建基础，即遭受重大损失的各个师，因人员短缺已不可能重建，所以将军级集群更名为“步兵师集群”（Infanteriedivisionen），其中的绝大部分都被赋予了数字代号，具体数字取决于在集群组建之初提供了参谋人员的那个师的原番号。